# Mann im Dunkel
Mann im Dunkel (engl.: Man in the Dark) ist ein Roman von Paul Auster aus dem Jahr 2008.

## Handlung
Hauptfigur ist der 72-jährige Ex-Literaturkritiker und Journalist August Brill. Geplagt von Schlaflosigkeit liegt er des Nachts wach. Er macht sich Gedanken über die Ereignisse, die er lieber vergessen würde: den kürzlichen Tod seiner Frau und den Mord an Titus, dem Ex-Freund seiner Enkelin. In der Schwebe zwischen Wachen und Schlaf versucht er seine Sorgen zu verdrängen, indem er sich eine Parallelwelt ausdenkt. Dort befinden sich die USA nicht im Krieg mit dem Irak, vielmehr haben die Wahlen des Jahres 2000 in einen neuen blutigen Sezessionskrieg geführt, der das Land spaltet. In dieser Geschichte in der Geschichte erwacht ein Mann in einem tiefen Erdloch, ohne jedoch zu wissen, wie er hineingekommen ist. Tatsächlich arbeitete er bisher als Zauberer und lebte in Queens. Seine Brieftasche, die er noch bei sich trägt, weist ihn als Owen Brick aus. Im Morgengrauen wird er von einem Soldaten befreit und erfährt dabei, dass er selbst als Corporal Brick Soldat im Bürgerkrieg ist. Er erhält die Anweisung, einen ihm unbekannten Mann zu erschießen, mit dessen Tod der seit Jahren tobende Bürgerkrieg sofort beenden sein würde. Der Soldat weiß nichts von einem Krieg im Irak, auch stehen die Zwillingstürme in New York noch an ihrem Platz. In Wahrheit hätten sich nach der betrügerischen Wahl im Jahre 2000 diverse Staaten aus der Union verabschiedet, die Folge sei ein blutiger Krieg um die Macht in Amerika. Brick versucht vor dem Auftrag zu fliehen, wird aber immer wieder gestellt und erfährt dann, dass es sich beim Attentatsopfer um jenen August Brill handelt, der sich das kriegerische Geschehen in seinem Kopf zusammengesponnen hat. Um den Auftrag auszuführen, muss Brick in die Welt des Autors hinüberwechseln. Am Ende stirbt er jedoch selbst in dem Kriegsgeschehen der fiktionalen Welt.  
In der realen Welt indes öffnet sich August Brill seiner Enkeltochter mit der Erzählung der bewegten Geschichte seiner Ehe und der ungeschminkten Konfrontation mit Titus’ Tod. Er überwindet so seine eigene Furcht und die Selbstzweifel der Enkelin durch das schonungslose Erzählen der wirklichen Geschichte.

## Interpretation
Der Roman Mann im Dunkel ist ein den Leser häufig verwirrendes Spiel mit Illusionen und Fiktionen auf dem düsteren Hintergrund von politischen und persönlichen Katastrophen, gewalttätigen Verstrickungen und unvorhersehbaren Zufällen. Gleichzeitig nimmt er Stellung zur aktuellen Lage der USA im Jahr 2008. Insofern ist Mann im Dunkel auch als Parabel auf eine mögliche Zukunft der Vergangenheit zu lesen.
Paul Auster erweist sich letztlich als der reale Illusionist, dessen „wunderliche Welt sich weiterdreht“. Mit dieser tröstlichen Erkenntnis lässt er seinen Roman enden.  

## Ausgaben
- Man in the Dark Faber and Faber, London 2008, ISBN 978-0-571-24076-0
  - Übersetzung: Mann im Dunkel. Dt. von Werner Schmitz. Rowohlt, Reinbek 2008. ISBN 978-3-498-00080-6